# Friedrich Maier-Bode
Friedrich Maier-Bode (* 23. August 1868 in Tübingen; † 26. Februar 1952 in München) war ein deutscher Landwirtschaftslehrer und landwirtschaftlicher Fachautor.

## Leben
Friedrich Maier-Bode studierte Landwirtschaft an der Landwirtschaftlichen Akademie Hohenheim und der Universität Jena. In Hohenheim wurde er Mitglied der Akademischen Gesellschaft Gemütlichkeit, des späteren Corps Germania. Nach Abschluss des Studiums war er zunächst Gutsbeamter in Westfalen, Schleswig-Holstein und der Provinz Sachsen. 1894 gründete er die Landwirtschaftsschule Burgdorf. 1897 wurde ihm die Leitung der Landwirtschaftsschule Augsburg und 1911 der Ackerbauschule Bayreuth übertragen. Von 1914 bis 1932 leitete er als Oberstudiendirektor die höhere Kreislandwirtschaftsschule Nürnberg.
Maier-Bode war der Begründer des landwirtschaftlichen Unterrichts im deutschen Heer. Er engagierte sich in berufsständischen und genossenschaftlichen Organisationen und verfasste zahlreiche Fachpublikationen in Form von Artikeln und Lehrbüchern.
Der Phytopathologe Friedrich Wilhelm Maier-Bode war sein Sohn.

## Auszeichnungen
- Ernennung zum Landesökonomierat
- Mehrfach Ehrenmitglied bzw. Ehrenvorsitzender in Verbänden und Vereinen

## Schriften
- Die Bekämpfung der Ackerunkräuter, 1908
- Der praktische Landwirt, 1908, 2. Auflage 1922
- Des Landwirts Schriftverkehr, 4. Auflage 1914
- Betriebsverhältnisse im Regierungsbezirk Schwaben und Neuburg, 1914
- Einrichtungen der Kriegskrüppelfürsorge für die Landwirtschaft, 1916
- Die Zukunft der ländlichen Kriegsinvaliden, 4. Auflage 1916
- Die Landwirtschaft im Arbeitshaushalt des Deutschen Volkes, 1916
- Die Berufswahl der ländlichen Kriegsinvaliden, 1916
- Der Arm- und Beinbeschädigte in der Landwirtschaft, 1917
- Landwirtschaftlicher Taschenkalender, erschienen in mehreren Auflagen